# Riccardo Bacchelli
Riccardo Bacchelli (n. 19 aprilie 1891, Bologna, Italia – d. 8 octombrie 1985, Monza, Italia) a fost poet, prozator, dramaturg italian.
Împreună cu Vincenzo Cardarelli, a fost inițiator al cercului literar Ronda, care a avut drept scop întoarcerea la valorile estetice ale clasicismului.

## Opera
- 1914: Poeme lirice ("Poemi lirici");
- 1020: Spartacus și sclavii ("Spartaco e gli schiavi");
- 1927: Diavolul la Pontelungo ("Il diavolo a Pontelungo");
- 1935: Cuvinte de dragoste ("Parole d'amore");
- 1938 - 1940: Moara de pe Pad ("Il mulino del Po");
- 1941: Gioacchino Rossini ("Gioacchino Rossini");
- 1948: Fiul lui Stalin ("Il figlio di Stalin");
- 1958: Cei trei sclavi ai lui Iulius Cezar ("I tre schiavi di Giulio Cesare").